# 하민호
하민호(1998년 12월 10일 ~ )는 대한민국의 래퍼다.

## 방송
- 고등래퍼 1 (2017)
- PRODUCE 101 시즌 2 (2017) - 발표순위 60위

## 음반
- DROP THE BEAT (2021)
- 예의 있게 얘기해 (Man In The Mirror) (2021)

## 기타
- J!N, DJ Juice <LUV ME (90's Remix)> (2020) - 피처링/작사
- 13ONDER <Find The Stars> (2021) - 작사/작곡
- DJ Juice, 식보이 <Here Comes A New Challenger> (2021) - 피처링/작사